# Muenster
Muenster est un village situé en Saskatchewan au Canada à 9 km de la ville de Humboldt. Il comprend 342 habitants.

## Histoire
Le village est célèbre pour son collège universitaire le St Peter's College dépendant de l'Université de la Saskatchewan, et dirigé par les bénédictins de l'abbaye Saint-Pierre.
Le village a été fondé en 1903 par des colons germanophones après l'ouverture à la colonisation de la région en 1900.

## Démographie
| 2001 | 2006 | 2011 | 2016 |
| ---- | ---- | ---- | ---- |
| 379  | 342  | 422  | 430  |